# Syke
Syke (IPA: [ziːkə]) város Németországban, Alsó-Szászország tartományban, Diepholz kerületben. Körülbelül 20 kilométerre terül el Brémától délre.

## Földrajza
Syke Weyhe, Stuhr, Bassum, Süstedt, Emtinghausen és Riede községekkel határos.

## A város részei
- Barrien (4.977 fő 2017. január 1-jén)
- Gessel (2.187)
- Gödestorf (411)
- Heiligenfelde (1.452)
- Henstedt (452)
- Jardinghausen (312)
- Okel (1.119)
- Osterholz (364)
- Ristedt (1.323)
- Schnepke (444)
- Steimke (819)
- Syke (Centrum) (11.108)
- Wachendorf (513)

## Közlekedés

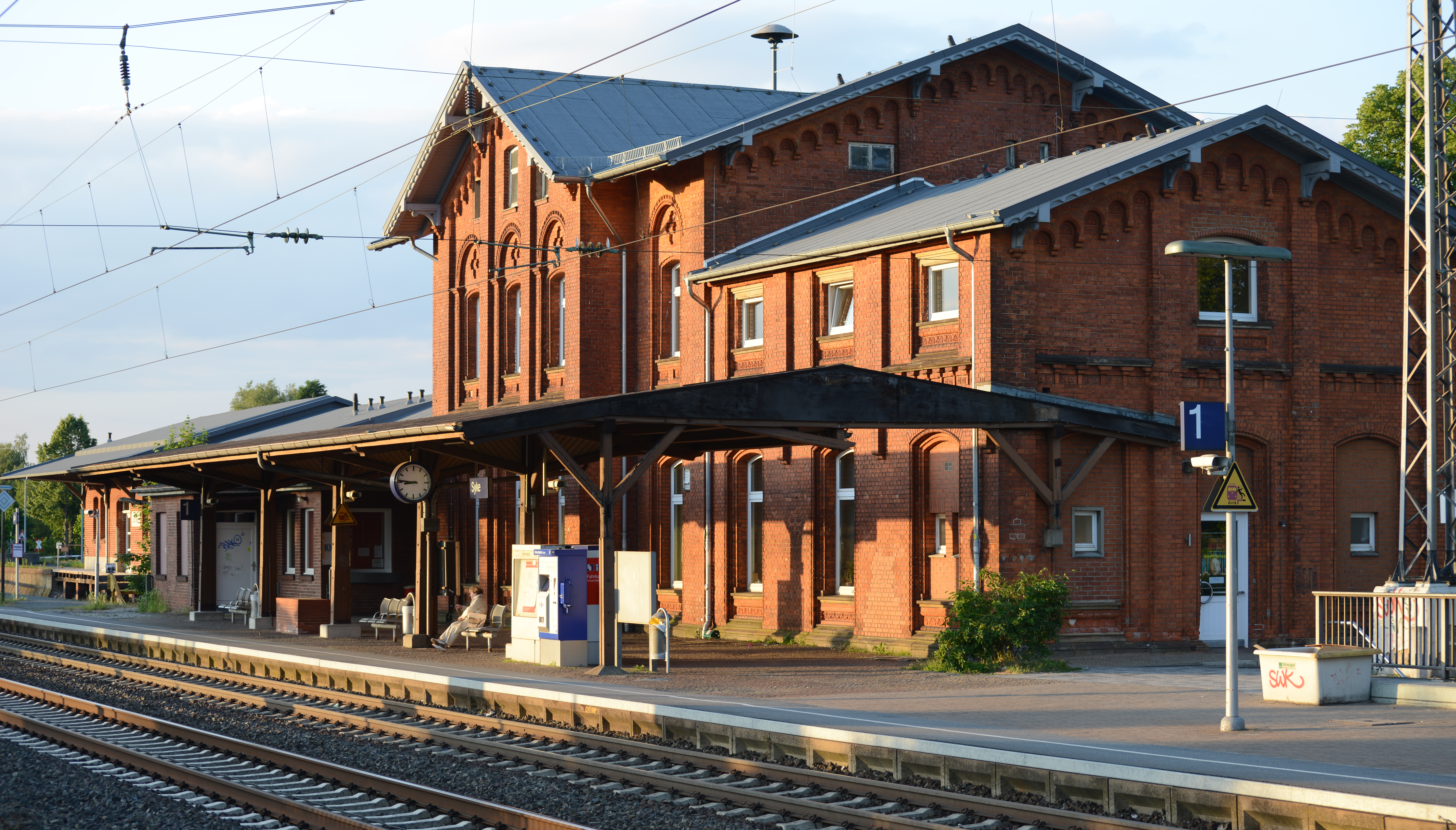
Az állomás

### Közúti
A város a B6-os út és a A1-es autópálya érhető el.

### Vasúti
A település megközelíthető a Wanne-Eickel–Hamburg-vasútvonallal.

## Galéria

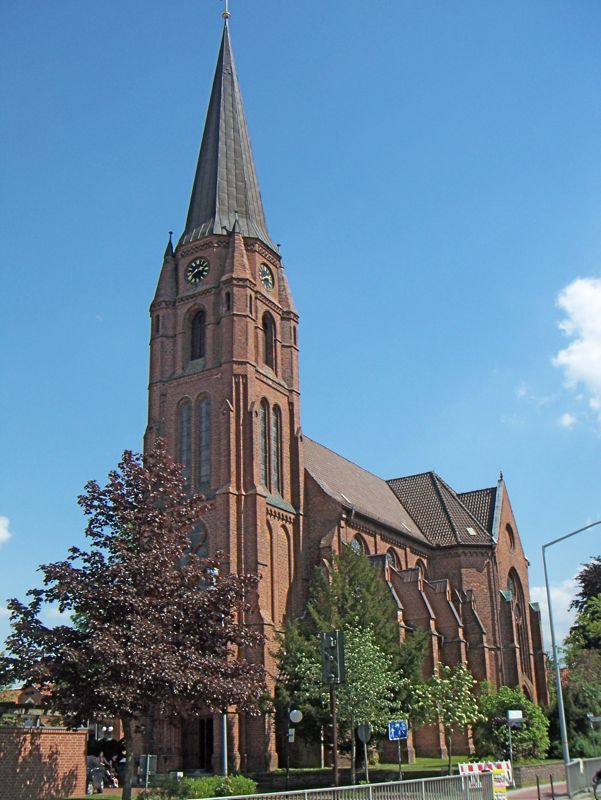
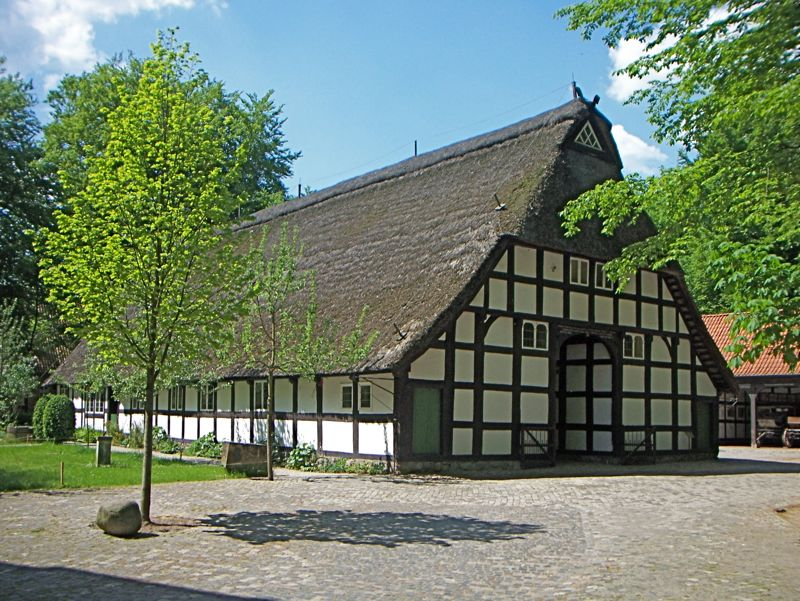
A múzeum
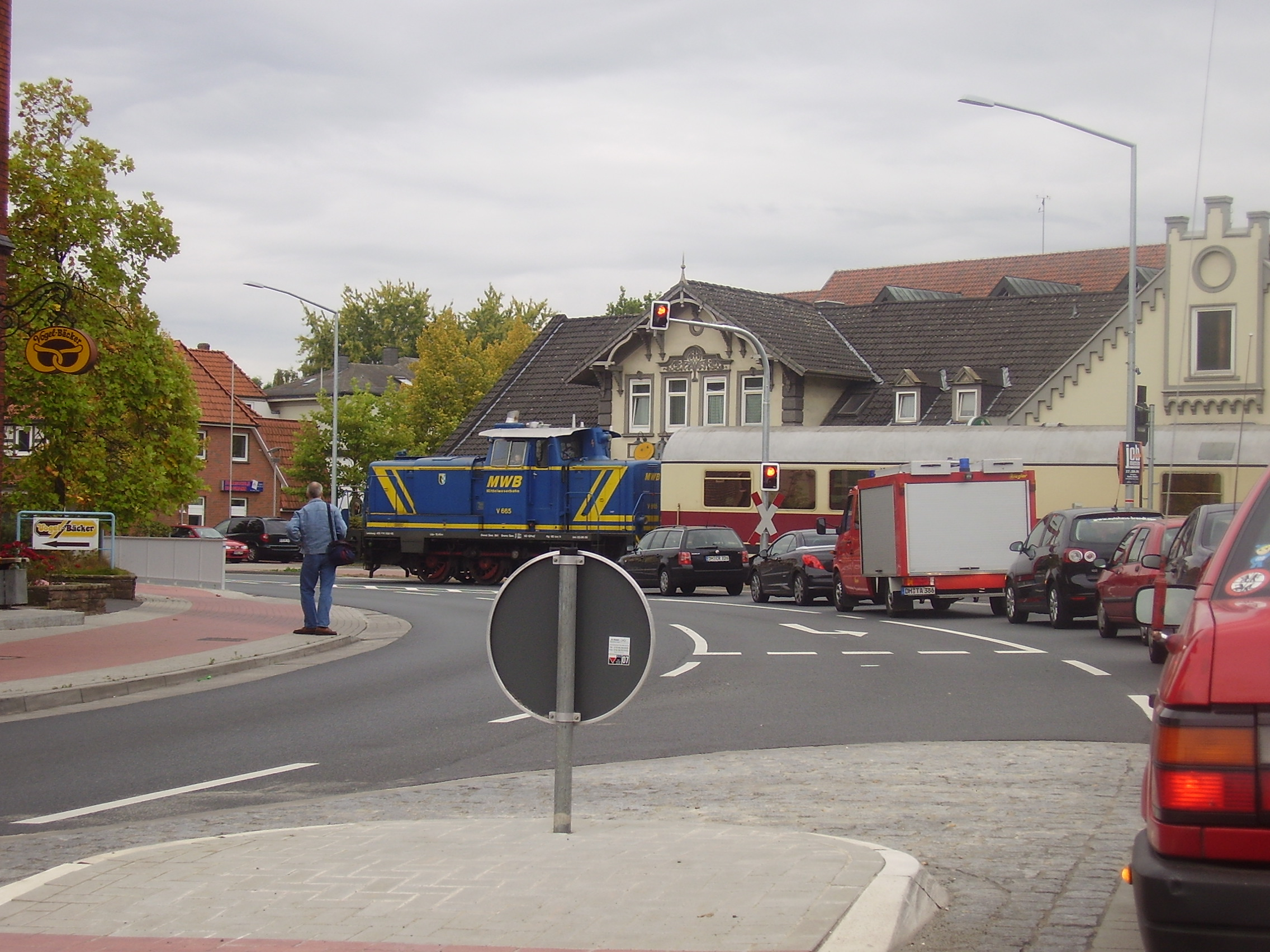
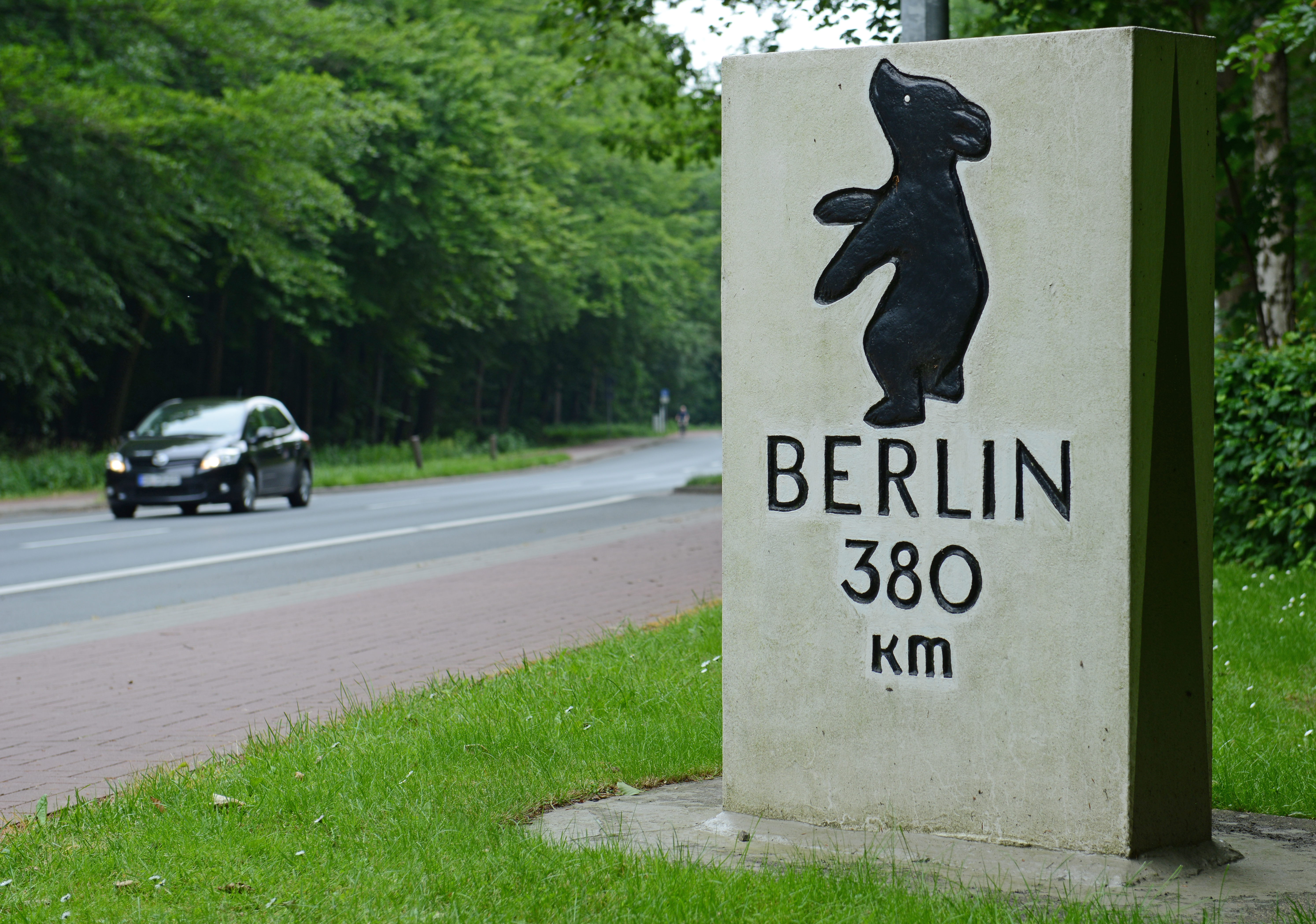